# Bermudski trikotnik
Bermudski trikotnik, znan tudi pod imenom "hudičev trikotnik", je opredeljena regija na zahodnem delu severnega Atlantskega oceana, ki je najbolj znan po izginotju številnih ladij in letal. Večina uglednih virov zavrača misel, da obstaja kakšna skrivnost. 
Bermudski trikotnik ni uradna oznaka nekega področja in ni vrisan na nobeni karti. Raztezal naj bi se na področju med Miamiem na Floridi (ZDA), do otoka Bermudi, tretji vogal pa je v kraju San Juan na Puerto Ricu. Bližina bermudskega trikotnika je med najpogosteje prevoženimi ladijskimi poti na svetu, skozi katere ladje pogosto prečkajo to območje, ko plujejo v pristanišča v Ameriki, Evropi in Karibskih otokih. Po regiji redno plujejo potniške in tovorne ladje ter plovila za križarjenja, nad regijo tudi redno letijo komercialna in zasebna letala.  

## Zgodovina in izvor
Sam mit o tem območju je prvi začel Krištof Kolumb leta 1492, ki je prvi poročal o nenavadnih dogajanjih. Kolumb je v ladijski dnevnik zapisal, da ko so njegove ladje Santa Maria, Niña in Pinta plule skozi to območje, so kompasi nepravilno delovali, celotna posadka pa je na nebu opazila čudne svetlobne pojave. Znanstveniki so v 20. stoletju podali razlog, da je bil vzrok za nepravilno delovanje kompasov posledica neskladnosti geografskega in magnetnega severa, medtem ko so svetlobo, ki je izginila v morju, pripisali meteorju.
Najzgodnejši predlogi za nenavadna izginotja na območju Bermudov so se pojavili v članku, objavljenem v The Miami Herald (Associated Press), ki ga je Edward Van Winkle Jones objavil v The Miami Herald (Associated Press). Dve leti kasneje je revija Fate objavila "Skrivnost morja pred našimi zadnjimi vrati", kratek članek Georgea Sanda, ki je zajemal izgubo več ladij in letal, vključno z izgubo leta 19, skupine petih torpednih bombnikov Grumman TBM Avenger ameriške mornarice, ki so bili v času izginotja na misiji za usposabljanje. Sandov članek je bil prvi, ki je postavil zdaj že znano trikotno območje, kjer so se zgodile izginotja, pa tudi prvi, ki je predlagal nadnaravni element incidenta leta 19.  Samo let 19 je bil ponovno zajet v izdaji revije American Legion aprila 1962. V njej je avtor Allan W. Eckert zapisal, da je vodja leta kot zadnje sporočilo, rekel: "Vstopamo v belo vodo, zdi se mi, da ni nič prav. Ne vemo, kje smo, voda je zelena, ne bela."  Zapisal je tudi, da so uradniki preiskovalnega odbora mornarice izjavili, da so letala "odletela na Mars".
Februarja 1964 je Vincent Gaddis v reviji celuloze Argosy napisal članek z naslovom "Smrtonosni bermudski trikotnik", v katerem je navedel, da so let 19 in druga izginotja del vzorca čudnih dogodkov v regiji. Naslednje leto je Gaddis ta članek razširil v knjigo Nevidna obzorja.
Drugi pisatelji so podrobneje obdelali Gaddisove ideje: John Wallace Spencer (Limbo of the Lost, 1969, repr. 1973); Charles Berlitz (Bermudski trikotnik, 1974); Richard Winer (Hudičev trikotnik, 1974), in mnogi drugi, pri čemer se vsi držijo nekaterih istih nadnaravnih elementov, ki jih je opisal Eckert.

### Območje trikotnika
Članek Gaddis Argosy je začrtal meje trikotnika in dal njegove točke: Miami (Florida) San Juan (Portoriko) in Bermudi. Kasnejši pisci niso nujno sledili tej definiciji. Nekateri pisatelji so dali trikotniku različne meje in točke, katerih skupna površina se je gibala od 1.300.000 do 3.900.000 km2. Nekateri pisatelji so ga raztezali celo do irske obale. Zato je določitev, katere nesreče so se zgodile znotraj trikotnika, odvisna od tega, kateri pisatelj jih je prijavil.

## Najbolj znana izginotja

### USS Cyclops
USS Cyclops (AC-4) ameriške mornarice je izginil 4. marca 1918 po nepojasnjenem razlogu na območju Bermudskega trikotnika, potem, ko je zapustil Barbados. Predpostavlja se, da je bila premogovna ladja nepravilno natovorjena, imela je okvarno goriva in da je v nenadni nevihti potonila, vendar o ladji in 306 članih posadke na krovu še vedno ni nobene sledi. Razbitine niso nikoli našli. Leta 1941 sta na isti poti, kjer je ob izginotju plul Cyclops, izginili še dve njeni sestrki ladji, Proteus in Nereus. Tudi razbitini teh dveh ladij niso nikoli našli.

### Carroll A. Deering
Leta 1921 je v Bermudskem trikotniku izginila šest jamborska oceanska jadrnica Carroll A. Deering. 31. januarja 1921 so jo našli nasedlo in zapuščeno ob obali v kraju Diamond Shoals, blizu rta Hatteras v Severni Karolini. Domneva se, da je bila jadrnica v spremstvu z drugo ladjo Hewitt, ki je tudi izginila v Bermudskem trikotniku in je niso našli. Domneva se, da je bil Hewitt morda skrivnostna ladja in morda vpleten v izginotje posadke Deeringa.

### Let 19
5. decembra 1945 je pet torpednih bombnih vojaških letal leta 19 ameriške mornarice, izginilo v Bermudskem trikotniku, med usposabljanjem. Letala so bila na misiji za usposabljanje, ko so izgubili radijski stik z letališčem Fourt Launderand na Floridi in izginili. Posadka je pred izginotjem poročala o nepravilnem delovanju kompasov in hitrih vremenskih spremembah. Vseh 14 članov posadke na letalih je bilo izgubljenih. 
Kmalu po izginotju letal je v Bermudskem trikotniku istega dne izginil tudi reševalni hidroplan Martin PBM Mariner, ki se je kmalu po izginotju leta 19 odpravil poiskati izgubljena letala. Prav tako je bilo izgubljenih tudi vseh 13 članov posadke na hidroplanu. Po izginotju je bila izvedena velika reševalna iskalna akcija, vendar kljub temu razbitin letal niso nikoli našli. Izginotje letal leta 19 ostaja največje in najbolj skrivnostno izginotje, po katerem je Bermudski trikotnik zaslovel. Iz tega izginotja se je tudi uradno razvila legenda o Bermudskem trikotniku.

### Letali Star Tiger in Star Ariel
G-AHNP Star Tiger je izginil 30. januarja 1948 na letu z Azorov na Bermude; G-AGRE Star Ariel je izginil 17. januarja 1949 na letu z Bermudov v Kingston na Jamajki. Obe letali sta bili potniški letali Avro Tudor IV, ki ju je upravljal British South American Airways. Obe letali sta delovali na mejah dosega in najmanjša napaka ali napaka v opremi bi jim lahko preprečila, da bi prišli do majhnega otoka. Razbitine obeh letal niso nikoli našli. 

### Connemara IVE
V Atlantiku južno od Bermudov je bila 26. septembra 1955 najdena zapuščena jahta Connemara IVE;  v zgodbah (Berlitz, Winer) je običajno navedeno, da je posadka izginila, medtem, ko je jahta preživela na morju med tremi orkani. Sezona atlantskih orkanov iz leta 1955 prikazuje orkan Ione, ki prehaja v bližini med 14. in 18. septembrom, Bermude pa so prizadeli vetrovi skoraj olujne sile. Winer je v svoji drugi knjigi o Bermudskem trikotniku citiral pismo, ki ga je prejel od gospoda J. E. Challenorja z Barbadosa:
"22. septembra zjutraj je Connemara IV ležal do močnega priveza na odprtem morju zaliva Carlisle. Zaradi bližajočega se orkana je lastnik okrepil privezne vrvi in postavil dve dodatni sidri. Ničesar drugega ni mogel storiti, saj je bilo izpostavljeno privezišče edino razpoložljivo sidrišče.  ... V zalivu Carlisle je bilo morje po orkanu Janet navdušujoče in nevarno. Lastnica Connemare IV je opazila, da je izginila. Preiskava je pokazala, da je pretrgala priveze in odšla na morje."

### Marine Sulphor Queen
Februarja 1963 je v Bermudskem trikotniku izginil naftni tanker Marine Sulphor Queen skupaj s 39 člansko posadko, potem, ko je zapustil Beaumont in bil namenjen v Norfok. En teden po izginotju je obalna straža Floride našla reševalne jopiče, jeklenko in druge kose z ladje, vendar celotne razbitine tankerja niso nikoli našli. 

### KC-135 Stratotankers
28. avgusta 1963 je par ameriških letalskih sil KC-135 Stratotanker trčil in strmoglavil v Atlantik 300 kilometrov zahodno od Bermudov. Nekateri pisci pravijo, da sta letali trčili, čeprav sta obstajali dve različni kraji, ločeni z več kot 260 kilometri vode. Vendar je Kuschejeva raziskava pokazala, da je nerazvrščena različica poročila o preiskavah zračnih sil razkrila, da je razbitine, ki opredeljujejo drugo "mesto padca", iskalno-reševalna ladja pregledala in ugotovila, da gre za množico morskih alg in visečega lesa, zapletenega v staro boja. 

## Razlogi in teorije o izginotjih
Znanstveniki in teoretiki so podali več razlogov in teorij zakaj na tem območju izginjajo ladje in letala:
- NLP: Nekateri ljudje zato krivijo nezemeljska bitja. Mislijo, da imajo to območje pod nadzorom nezemljani, ki ga uporabljajo za sprostitev in počitek in da vsako vodno ali zračno plovilo, ki pluje ali leti skozi to območje in moti njihov počitek, ugrabijo.
- Magnetno polje: Ker so na tem področju večkrat zabeležili nepravilno delovanje kompasov je možnost prisotnosti magnetnega delovanja. Obstaja teorija, da je tukaj magnetna privlačnost tako močna, da povzroča časovno-prostorske premike v druge dimenzije.
- Hitre vremenske spremembe: Na tem območju je veliko tropskih neurij in hurkianov. Kratke in močne nevihte, ki se nenadoma pojavijo spomladi in poleti, bi prav tako lahko igrale ključno vlogo pri izginotjih, saj motijo komunikacijo na ladji in letalu ter povzročajo ogromne valove, ki lahko ladjo prevrnejo.
- Plin metan: Znanstveniki so ugotovili, da je pod vodo plin metan in da vzhaja na površje in, ko pride v stik s kisikom, lahko raznese ladijske in letalske motorje, posadko pa ubije s plinom.
- Človeške napake: Eno najbolj citiranih razlag v uradnih poizvedbah glede izgube katere koli ladje ali letala je človeška napaka. Človeška trma je lahko povzročila, da je kapitan Harvey Conover izgubil nadzor nad svojo jadrnico Revonoc, ko je 1. januarja 1958 zaplula v nevihto južno od Floride.

Ljudje, ki so nesreče preživeli, pripovedujejo o neverjetni svetlobi, odpovedi naprav na ladjah in letalih ter o čudni, neprosojni megli.